# NGC 1842
NGC 1842 (również ESO 85-SC46) – gromada otwarta, znajdująca się w gwiazdozbiorze Złotej Ryby. Należy do Wielkiego Obłoku Magellana. Odkrył ją John Herschel 20 grudnia 1835 roku.